# Analysis (tijdschrift)
Analysis is een belangrijk internationaal filosofisch vaktijdschrift. Het wordt gepubliceerd door Blackwell Publishing en bestaat sinds 1933.

## Belangrijke artikelen
Een aantal belangrijke werken zijn gepubliceerd in het tijdschrift. Enkele van de bekendste zijn:
- Gettier, Edmund. "Is Justified True Belief Knowledge?" 23, no. 6 (1963): 121-123.